# 死亡勃起
死亡勃起是人類男性在被處決（尤其是處以絞刑）後，屍體的陰莖會出現勃起的現象。
其原因主要是絞索對小腦施壓，已知與脊髓損傷也有關係。死亡勃起發生后，陰莖會排出尿液或前列腺中的液體。此外，槍擊頭部、主動脈損傷及被毒殺者的身上也會出現這種現象，因此檢察屍體有無死亡勃起被法醫學當做一種判斷死者生前是否受虐的方法。